# Швалбах (Сар)
Швалбах (њем. Schwalbach) општина је у њемачкој савезној држави Сарланд. Једно је од 13 општинских средишта округа Сарлуис. Према процјени из 2010. у општини је живјело 17.956 становника. Посједује регионалну шифру (AGS) 10044118.

## Географски и демографски подаци
Швалбах се налази у савезној држави Сарланд у округу Сарлуис. Општина се налази на надморској висини од 250 метара. Површина општине износи 27,3 km². У самом мјесту је, према процјени из 2010. године, живјело 17.956 становника. Просјечна густина становништва износи 658 становника/km².

## Међународна сарадња
| Мјесто | Држава    | Врста сарадње | Од    |
| ------ | --------- | ------------- | ----- |
|        | Француска | партнерство   | 1991. |
| Извор  |           |               |       |